# 米勒鎮區 (密蘇里州馬里昂縣)
米勒鎮區（英語：Miller Township）是位於美國密蘇里州馬里昂縣的一個行政鎮區。

## 地方資料
米勒鎮區的面積為104.85平方千米，當中陸地面積為102.14平方千米，而水域面積為2.71平方千米。根據2020年美國人口普查的數據，當地共有人口6447人，而人口密度為每平方千米61.49人。